# 本多忠義
本多忠義（日语：／ Honda Tadayoshi，1602年—1676年11月2日）是日本江戶時代前期大名。播磨姬路新田藩第3代藩主、遠江掛川藩藩主、越後村上藩藩主、陸奧白河藩初代藩主。父親是本多忠政。

## 生平
在慶長7年（1602年）出生，家中三男。與祖父忠勝同樣是勇將，在慶長19年（1614年）開始的大坂之陣中，雖然年少但仍然出陣並立下戰功。元和元年（1615年）閏6月19日，敘任從五位下能登守。
寬永8年（1631年），父親忠政死去，於是被分與播磨姬路藩的所領內4萬石。寬永8年（1631年），從兄長政朝下再被分與1萬石，於是領有總共5萬石。寬永16年（1639年）3月3日，加增移封至遠江掛川藩7萬石。正保元年（1644年）3月8日，加增移封至越後村上藩10萬石。慶安2年（1649年）6月9日，加增移封至陸奧白河藩12萬石。
在寬文2年（1662年）11月25日隱居並自號鈍齋。於延寶4年（1676年）9月26日死去。享年75歲。家督由長男忠平繼承。